# Korzhinskita
La korzhinskita és un mineral de la classe dels borats. Rep el seu nom en honor de Dmitrii Sergeevich Korzhinskii (1899–1985), petròleg rus.

## Característiques
La korzhinskita és un borat de fórmula química Ca(B₂O₄)·0,5H₂O. Cristal·litza en el monoclínic. Es troba en forma granular, o bé amb cristalls prismàtics, en agregats laminars.
Segons la classificació de Nickel-Strunz, la korzhinskita pertany a «06.GA - Tectoheptaborats» juntament amb els següents minerals: boracita, chambersita, ericaïta, congolita i trembathita.

## Formació i jaciments
Va ser descoberta l'any 1963 al dipòsit de bor i coure de Novofrolovskoye, a Turjinsk, a Krasnoturyinsk, a l'óblast de Sverdlovsk (Rússia), tractant-se de l'únic indret on ha estat trobada aquesta espècie mineral. Sol trobar-se associada a altres minerals com: andradita-grossulària, dolomita, calcita, sibirskita i calciborita.